# Eucereon dorsipuncta
Eucereon dorsipuncta är en fjärilsart som beskrevs av George Francis Hampson 1905. Eucereon dorsipuncta ingår i släktet Eucereon och familjen björnspinnare. Inga underarter finns listade i Catalogue of Life.